# Sadagat Valiyeva
Sadagat Valiyeva est une femme politique azerbaïdjanaise, membre des IV, V et VI législatures de l'Assemblée nationale d'Azerbaïdjan.

## Biographie
V. Sadagat est née le 23 décembre 1954 à Nakhitchevan. Elle est diplômée de la faculté de traitement de l'Université de médecine d'Azerbaïdjan.
Elle parle anglais et russe.

## Carrière
Sadagat Valiyeva a commencé à travailler comme infirmière dans un hôpital de chirurgie thoracique. Depuis 1980, elle a travaillé comme médecin à l'hôpital de tuberculose de Surakhani.
En 1995-1996, Sadagat Valiyeva a travaillé comme chef du département de la santé de Surakhani.
En 2002-2006, elle a dirigé le département de la santé du district de Sabuntchu.
Depuis 2006, elle a travaillé comme médecin-chef du dispensaire antituberculeux de Sabuntchu.
En 1990, S. Valiyeva a été député du conseil de la région de Surakhani.
Elle est membre des groupes de travail sur les relations avec les parlements de l'Autriche, de la Grande-Bretagne, de la République tchèque, de l'Inde, de la Corée, du Kirghizistan, de la Libye, de la Serbie et de la Slovaquie.
Elle est membre de la délégation azerbaïdjanaise à l'Assemblée parlementaire des pays turcophones.

### Famille
Elle est mariée et a une fille.